# Cujo
Cujo (anglicky Cujo) je psychologicko-hororový román od amerického spisovatele Stephena Kinga, který byl poprvé vydán roku 1981 (česky 1992), do češtiny jej přeložil Tomáš Vodák.
Kniha obsadila 21. místo v kategorii „Best Fantasy Novel“ literární ceny Locus za rok 1981 a v roce 1982 získala Cenu Augusta Derletha.

## Děj
Příběh se odehrává v americkém městě Castle Rock. Nedaleko od města se 16. června 1980 bernardýn Cujo nakazil vzteklinou, protože ho v malé podzemní jeskyni do čumáku kousl nakažený netopýr. Cuja dostal autoopravář Joe Camber s jeho ženou Charity a synem Brettem za odvedenou práci.
V Castle Rocku žijí manželé Vik a Donna Trentonovi a jejich malý syn Tad. Vik spolupracuje s Rogerem Breakstonem v jejich reklamní agentuře. Donna je ženou v domácnosti, což se jí ale nezamlouvá. Zamiluje se do opraváře nábytku Stevena Kempa. Jejich románek nemá dlouhého trvání, Donna se s ním rozejde a při dramatickém rozchodu ji Steven málem znásilnil.
Charity Camberová mezitím vyhrála v loterii 5000 dolarů a plánuje, že se vypraví s Brettem za svou sestrou Holy a jejím mužem Jimem do Connecticutu. Joe nebyl nadšený, ale souhlasil, protože si tajně naplánoval se svým přítelem a opilcem Garym Pervierem "pánskou jízdu" do Bostonu. Večer před odjezdem Brett shledá Cuja, zdá se mu, že je nemocný. Cujo chce na Bretta zaútočit, ale neučiní tak a raději uteče. Nebohému psovi jídlo nechutná, je mrzutý, bolí ho hlava, rozzuří ho jakýkoliv zvuk, který teď slyší lépe, než dříve. V okolí Garyho domu Cujo spatřil Garyho Perviera, myslel si, že právě tento muž mu způsobil jeho bolest, a tak ho v předsíni zabil.
Joe jel vyzvednout Garyho. Našel však jen jeho zakrvácenou mrtvolu. Cujo Joe Cambera zabil.
Tentýž večer přišel Viku Trentonovi anonymní dopis od Stevena, jenž se mu anonymně doznal ke vztahu s jeho ženou Donnou, o kterém neměl Vik ani tušení. Nešťastného Vika Donna ujistila, že krátký vztah se Stevenem už ukončila. Vik s Rogerem odletěl do New Yorku pracovat na reklamě na kukuřičné vločky.
Další den vyjeli Donna s Tadem ve starém Fordu Pinto, který byl ve špatném technickém stavu, do Camberovy autoopravny v South Paris. Dům byl prázdný, hlídal tam Cujo, vrčel a měl krev v očích. Donna unikla do auta, které však již bylo zcela nepojízdné, stalo se tak jejich vězením na dlouhé dva dny. Donna se posléze odhodlala k boji s baseballovou pálkou, chtěla se dostat do domu a zavolat o pomoc, ale Cujo vyčkával a na Donnu zaútočil a pokousal ji. Ta nicméně přežila a ukryla se zpět do auta.
Steve Kemp mezitím v záchvatu žárlivosti vnikl do domu Trentonových a zdemoloval nábytek a zařízení domu. Napsal také Donně vzkaz a na manželské posteli zanechal svoje sperma.
Vik se několikrát marně pokoušel zatelefonovat Donně. Později zavolal policii. Když policie zavolala Vikovi zpět a řekla mu o spoušti v jeho domě, Vik neprodleně odletěl zpátky domů.
Policie po Stevenovi Kempovi vyhlásila pátrání, domnívala se, že matku s dítětem unesl. Jeden policista jel obhlédnout i autoopravnu Camberových. Když šerif Bennarman dojel na místo, tak ho Cujo zanedlouho zabil. Policie posléze zatkla Steva Kempa, přiznal se k vandalství, ale ne k únosu. Zásahové vozidlo i s Vikem vyjelo ke Camberovým. Cujo byl zastřelen, Donna osvobozena, Tad byl již mrtev. Následně Donna podstoupila léčbu vztekliny, která nejspíše byla úspěšná. Cujovy ostatky byly spáleny. Charity časem pořídila Brettovi nového psa, oříška Williho, tentokrát již ale očkovaného proti vzteklině.

## Filmová adaptace
Roku 1983 byl podle knihy natočen film Cujo, vzteklý pes (anglicky Cujo) v režii Lewise Teaguea, v hlavních rolích hráli Dee Wallaceová (Donna Trentonová), Daniel Hugh Kelly (Vic Trenton), Ed Lauter.